# یواس‌اس وسترنر (آی‌دی-۲۸۹۰)
یواس‌اس وسترنر (آی‌دی-۲۸۹۰) (به انگلیسی: USS Westerner (ID-2890)) یک کشتی بود که طول آن ۴۲۳ فوت ۹ اینچ (۱۲۹٫۱۶ متر) بود. این کشتی در سال ۱۹۱۷ ساخته شد.